# Isidor Lateiner
Isidor Lateiner (Havana, 8 januari 1930 – Amsterdam, 26 mei 2005) was een Cubaans-Amerikaans violist. Hij was de broer van de pianist Jacob Lateiner.
Lateiner had al op vroege leeftijd bijzondere muzikale talenten. Hij begon al met 5 jaren concerten te geven.  Toen hij 10 jaar was kwam hij naar de Verenigde Staten om aan het Curtis Institute of Music in Philadelphia te studeren. Aanvankelijk had hij daar les van Lea Loboshutz en later van Ivan Galamian.
Later verhuisde hij naar Amsterdam, waar hij zijn carrière als solist en als kamermusicus vervolgde.

## Muzikale carrière
Met vijftien jaar speelde hij als solist met het Philadelphia Orchestra onder leiding van Eugene Ormandy en later met andere orkesten zoals de Berliner Philharmoniker, het Concertgebouworkest en verschillende radio-orkesten in binnen- en buitenland. Hij nam verschillende werken uit het vioolrepertoire op, waaronder vioolconcerten en ook werken voor viool solo. Hij heeft alle sonaten en partiten van Johann Sebastian Bach opgenomen.
Als kamermusicus speelde hij samen met o.a. Godfried Hoogeveen en  de pianiste Edith Grosz met wie hij getrouwd was en met wie hij vele concerten over de hele wereld gaf en opnames maakte. Hij was als hoofdvakdocent viool verbonden aan het Koninklijk Conservatorium (Den Haag). 
Het viool/piano-duo met zijn vrouw Edith Grosz en het kamermuziek ensemble 'Rondje Romantiek' waren bekend door hun bijzondere vertolkingen van vele muziekwerken. In 1976 toerde hij Zuid-Afrika.
Componisten zoals Milton Babbitt, Matthias Kadar, Hans Kox en Jochem Slothouwer gaf hij opdracht om werken voor hem te schrijven waaronder ook concerten voor viool en orkest.